# Amiri Baraka
Amiri Baraka (Newark, 7 de octubre de 1934 - Newark, 9 de enero de 2014) fue un poeta, escritor y crítico musical marxista-leninista.  En su poema de 1967, Black People!, instó a los afroestadounidenses a amotinarse y saquear, concluyendo: «Debemos construir lo nuestro, nuestro propio mundo, sí, y no es posible que lo hagamos, a menos que el hombre blanco esté muerto.  Amigos, juntémosnos y démosle muerte.»

## Biografía
Se licenció en inglés en la Universidad Howard y fue profesor en las universidades de Yale, Columbia y Nueva York.
Escritor, poeta, ensayista, dramaturgo y músico, publicó numerosos libros de poesía, ensayos, relatos y discos. Fundó en 1964, la Black Arts Repertory Theatre/School (BART/S).
A la muerte de Malcolm X, acaecida en 1965, se convirtió a la Nación del Islam, se separó de su primera esposa y se trasladó a Harlem. En 1967 cambió su nombre por el de Imamu Amear Baraka, cambiado más tarde por el de Amiri Baraka. Ese mismo año se casa con la poeta afrodescendiente Sylvia Robinson (Amina Baraka), con la que tuvo cinco hijos. Fue líder de la organización musulmana Kawaida hasta que esta pasó a ser marxista, en los años 1960. 

Si Elvis era el rey, ¿quién es James Brown? ¿Dios?
Amiri Baraka

## Obras
Su primer libro de poesía, Prefacio a una nota de suicidio en veinte volúmenes ("Preface to a Twenty-Volume Suicide Note"), se publicó en 1961. Fue autor de numerosos ensayos de crítica musical, como "Blues People". 
Junto a su esposa Amina Baraka publica en 2003, "The Essence of Reparations", una antología de ensayos sobre temas como el colonialismo, la opresión nacional y el racismo.
- Preface to a Twenty-Volume Suicide Note (1961)
- Blues People (1963)
- Dutchman and the Slave (1963)
- Black Music, Free jazz y conciencia negra (1959-1967)
- Selected Poetry of Amiri Baraka/LeRoi Jones (1979)
- The Music (1987)
- The Essence of Reparations (2003)